# Fluoressigsäure
Fluoressigsäure ist eine fluorierte organische Verbindung aus der Gruppe der Carbonsäuren. Der hochgiftige Stoff wird zur Bekämpfung von Nagetieren hergestellt. In Giftködern setzt man in der Regel nicht die freie Säure, sondern ihre Salze (Monofluoracetate) ein. Der farblose, kristalline Stoff zersetzt sich beim Erhitzen.

## Vorkommen

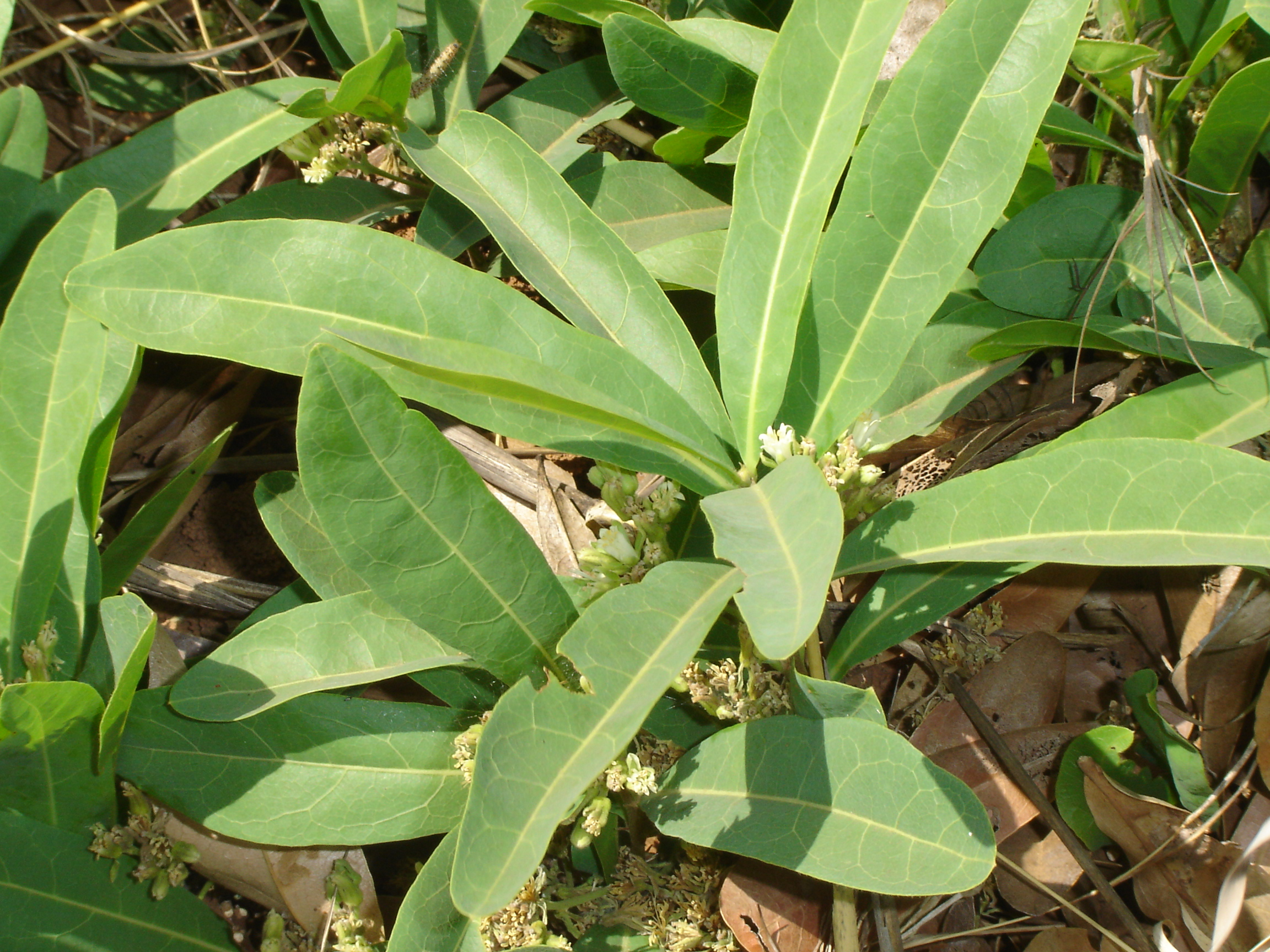
Das südafrikanische Gifblaar und andere Pflanzen der Gattung Dichapetalum sind durch ihren Gehalt an Fluoressigsäure hochgiftig.

In der Natur findet sich das Natriumsalz Natriumfluoracetat als giftiger Inhaltsstoff in den Blättern eines südafrikanischen Strauches „Gifblaar“ („Giftblatt“, Dichapetalum cymosum). Viehfraß an dieser Pflanze kann zu einer Vergiftung führen.

## Gewinnung und Darstellung
Fluoressigsäure kann durch Reaktion von Methyliodacetat und Silber(I)-fluorid oder Methylchloracetat und Kaliumfluorid gefolgt von Ester-Hydrolyse gewonnen werden.

## Toxikologie
Fluoressigsäure substituiert Essigsäure im Citratzyklus und führt auf der Stufe Citrat/cis-Aconit zur Enzymblockade (über den Metabolit Fluorcitrat) und ist daher hochtoxisch. Die letale Dosis beträgt für Menschen etwa 5 mg·kg−1. Bei Nagetieren, wie Maus oder Ratte, die einen entsprechend höheren Metabolismus haben, liegt die Dosis mit 0,1 mg·kg−1 deutlich niedriger.
Für Fische und wirbellose Wassertiere ist die Verbindung dagegen nahezu ungiftig.